# Remijia amazonica
Remijia amazonica är en måreväxtart som beskrevs av Karl Moritz Schumann. Remijia amazonica ingår i släktet Remijia och familjen måreväxter. Inga underarter finns listade i Catalogue of Life.